# Chaetomium ampullare
Chaetomium ampullare är en svampart som beskrevs av Chivers 1912. Chaetomium ampullare ingår i släktet Chaetomium och familjen Chaetomiaceae.   Inga underarter finns listade i Catalogue of Life.